# لوكاس رومان
لوكاس "بوشو" رومان (من مواليد 10 فبراير 2004) هو لاعب كرة قدم أرجنتيني يلعب في مركز الهجوم مع نادي برشلونة الإسباني.